# Мельников Павло Васильович
Павло Васильович Мельников (23 лютого 1919, містечко Коблеве, тепер село Миколаївська область — 25 жовтня 1998, Москва,Російська Федерація) — радянський військовий діяч, командувач військ Закавказького військового округу, начальник Військової академії імені Фрунзе, генерал-полковник. Депутат Верховної ради СРСР 9-го скликання.

## Біографія
З 1936 року — в Червоній армії. У 1938 році закінчив Одеське піхотне училище. Служив на Далекому Сході, був командиром взводу кулеметної роти 1-ї окремої Червонопрапорної армії.
Учасник німецько-радянської війни. З жовтня 1941 року —  на фронті, начальник розвідки полку. З квітня 1942 року до кінця війни воював у 372-й стрілецькій дивізії: з жовтня 1942 року на Волховському фронті був начальником оперативного відділення штабу 372-ї стрілецької дивізії, в лютому 1943 року був призначений начальником штабу дивізії. Двічі виконував обов'язки командира 372-ї стрілецької дивізії: з 18 лютого по 17 травня 1943 року та з 11 березня по 16 квітня 1945 року. Учасник оборони Москви, прориву блокади Ленінграда.
З 1945 року навчався у Військовій академії імені Фрунзе, яку закінчив у 1948 році з відзнакою.
З листопада 1948 року — начальник оперативного відділу штабу 36-го гвардійського стрілецького корпусу в Прибалтійському військовому окрузі, з вересня 1949 року — начальник оперативного відділу штабу 79-го стрілецького корпусу 3-ї ударної армії в Групі радянських окупаційних військ у Німеччині. З грудня 1951 по жовтень 1952 року — начальник штабу 57-ї гвардійської стрілецької дивізії в 8-й гвардійській армії Групи радянських окупаційних військ у Німеччині.
1954 року закінчив Вищу військову академію імені Ворошилова.
З жовтня 1954 року — начальник оперативного управління штабу Північного військового округу. З квітня 1960 року — начальник оперативного управління штабу Південної групи військ. З червня 1962 року командував 35-ю гвардійською мотострілецькою дивізією у Групі радянських військ у Німеччині. З грудня 1963 року —  начальник оперативного управління в Головному оперативному управлінні Генерального штабу Збройних сил СРСР.
У червні 1968 — лютому 1970 року — командувач 13-ї загальновійськової армії Прикарпатського військового округу.
У лютому 1970 — жовтні 1971 року — 1-й заступник командувача військ Прикарпатського військового округу.
У жовтні 1971 — лютому 1978 року — командувач військ Закавказького військового округу.
У лютому 1978 — грудні 1982 року — начальник Військової академії імені Фрунзе.
У грудні 1982 — березні 1987 року — консультант начальника Військової академії імені Фрунзе.
З березня 1987 року — у відставці, проживав у Москві. Похований на Востряковському кладовищі.

## Нагороди
- орден Жукова (6.09.1996)
- орден Леніна
- п'ять орденів Червоного Прапора (у тому числі 16.02.1944, 30.07.1944, 12.05.1945, 1956)
- орден Кутузова II ступеня (23.04.1945)
- два ордени Вітчизняної війни I ступеня (5.12.1944, 6.04.1985)
- два ордени Червоної зірки (3.08.1943, 1946)
  - Медалі СРСР в тому числі:
  - «За бойові заслуги» (1944)
  - «За оборону Ленінграда» (1943)
  - «За Перемогу над Німеччиною у Великій Вітчизняній війні 1941-1945 рр .. » (1945)
  - «За взяття Кенігсберга» (1945)
  - «Ветеран Збройних Сил СРСР» (1976)
  - «За освоєння цілинних земель»

### Іноземні нагороди
- орден Відродження Польщі (ПНР)
- медаль «За Одру, Нису і Балтику» (ПНР)